# حمض ألفا-اللينولينيك
حمض ألفا-اللينولينيك هو حمض دهني غير مشبع له الصيغة الكيميائية C18H30O2، مع وجود ثلاث روابط ثنائية، تكون إحداها على الكربون رقم 3 من الطرف الميثيلي للسلسلة، ولذلك فهو من أحماض أوميغا 3.

## الوفرة الطبيعية
يوجد حمض ألفا-اللينولينيك طبيعياً على شكل إستر في العديد من ثلاثيات الغليسريد، والتي تشكل المكون الرئيسي في عدد من الزيوت والدهون الطبيعية المستخصلة من بذور عدد من النباتات، مثل شهيباء إيبيرية وقصعين إسباني والكتان وفول الصويا

## الخواص
يوجد حمض ألفا-اللينولينيك في الحالة القياسية على شكل سائل. يتألف جزيء هذا الحمض من 18 ذرة كربون، ويحوي على 3 روابط ثنائية من النمط المقرون (cis). يوجد هناك مصاوغ للمركب وهو حمض غاما-اللينولينيك، والذي هو من أحماض أوميغا 6.

## الأهمية الحيوية
يستخدم حمض ألفا-اللينولينيك في الجسم من أجل الاصطناع الحيوي لكل من حمض الدوكوساهكساينويك (DHA) وحمض الإيكوسابنتاينويك (EPA).